# Biskupi i arcybiskupi Toledo
Lista biskupów i arcybiskupów Toledo (Toledo w Hiszpanii). Noszą oni tytuł prymasa w kościele katolickim Hiszpanii. Biskupstwo w Toledo powstało, wedle tradycji, już w I wieku, założone przez apostoła Jakuba Większego. W IV wieku zostało podniesione do rangi arcybiskupstwa.

## Biskupi Toledo
- św. Jakub Większy (I wiek)

nieznani
- św. Eugeniusz (69-96) (niepewne, być może nie był biskupem Toledo)
- Melancjusz (286-306)

## Arcybiskupi Toledo
- nieznana osoba (306-325)
- Patruinus (325-335)
- Toribius (335-345)
- Quintus (345-355)
- Wincenty (355-365)
- Paulatus (365-375)
- Natallus (375-385)
- Audencjusz (385-395)
- Asturiusz (395-412)
- Isicius (412-427)
- Marcin I (427-440)
- Castinus (440-454)
- Campeius (454-467)
- Sinticius (467-482)
- Praumatus (482-494)
- Piotr I (494-508)
- Celsus (? -520)
- Montan (523-531)
- Julian I
- Bacauda
- Piotr II
- Eufemiusz
- Eksuperiusz
- Adelphus
- Conancius
- Aurazjusz (603-615)
- św. Heladiusz (615-633)
- Justus (633-636)
- Eugeniusz I (II) (636-646)
- św. Eugeniusz II (III) (646-657)
- św. Ildefons (657–667)
- Quiricus (667-680)
- Julian II (680-690)
- Sisebert (690-693)
- Feliks (694-700)
- Gunderic (700-710)
- Sindered (711- ?)
- Sunirend
- Konkordiusz
- Cixila (745-754)
- Elipando (754-800)
- Gumesind (? -828)
- Wistremir (? -858)
- Bonit (859-892)
- Jan I (892-926)

wakat spowodowany rządami Kalifatu Kordobańskiego
- Paschalis I (1058–1080)
- wakat
- Bernardo I de Cluny (Bernard de Sedirac) (1086–1124)
- Rajmund (1124–1152)
- Jan II (1152–1166)
- Cerebruno (1167–1180)
- Pedro III de Cardona (1181–1182)
- Gonzalo I Petrez (1182–1191)
- Martin II Lopez de Pisuerga (1192–1208)
- Rodrigo Jimenez de Rada (1209–1247)
- Juan III Medina de Pomar (1248–1248)
- Gutierre I Ruiz Dolea (1249–1250)
- Sancho I (1251–1261)
- Domingo Pascual (1262–1265)
- Sancho II de Aragon (1266–1275)
- Fernando I Rodriguez de Covarubias (1276–1280)
- Gonzalo II Garcia Gudiel (1280–1299)
- Gonzalo III Diaz Palomeque (1299–1310)
- Gutierre II Gomez de Toledo (1310–1–1319)
- Juan III (1319–1328)
- Jimeno de Luna (1328–1338)
- Gil Álvarez de Albornoz (1338–1350)
- Gonzalo IV de Aguilar (1351–1353)
- Blas Fernandez de Toledo (1353–1362)
- Gomez Manrique (1362–1375)
- Pedro IV Tenorio (1375–1399)
- wakat
- Pedro V de Luna (1403–1414)
- Sancho III de Rojas (1415–1422)
- Juan IV Martinez de Contreras (1423–1434)
- Juan V de Cerezuela (1434–1442)
- Gutierre III Alvarez de Toledo (1442–1445)
- Alfonso Carillo de Acuna (1446–1482)
- Pedro VI Gonzalez de Mendoza (1482–1495)
- Francisco Jiménez de Cisneros (1495–1517)
- Guillermo de Croy (1517–1521)
- wakat
- Alonso de Fonseca (1523–1534)
- Juan VI Pardo Tavera (1534–1545)
- Juan VII Martinez Silecio (1545–1557)
- Bartolomé Carranza (1558–1576)
- Gaspar I de Quiroga y Vela (1577–1594)
- Albrecht VII Habsburg (1595–1598)
- Garcia Loayasa y Giron (1598–1599)
- Bernardo II de Sandoval y Rojas (1599–1618)
- wakat
- Fernando II de Austria (1620–1641)
- wakat
- Gaspar II de Borja y Velasco (1645)
- Baltasar Moscoso y Sandoval (1646–1665)
- Pascual II de Aragon (1666–1677)
- Luis Manuel Fernández de Portocarrero (1677–1709)
- wakat
- Francisco Valero y Losa (1715–1720)
- Diego de Astorga y Céspedes (1720–1724)
- wakat
- Luis I de Borbón y Farnesio (1735–1754)
- Luis Antonio Fernández de Córdoba Portocarrero (1755–1771)
- Francisco Antonio de Lorenzana (1772–1800)
- Luis María de Borbón y Vallábriga (1800–1823)
- Pedro Inguanzo Rivero (1824–1836)
- wakat
- Juan José Bonel y Orbe (1849–1857)
- Cirilo de Alameda y Brea (1857–1872)
- wakat
- Juan de la Cruz Ignacio Moreno y Maisanove (1875–1884)
- Zeferino Gonzalez y Diaz-Tunon (1885–1886)
- Miguel Paya y Rico (1886–1891)
- Antolín Monescillo y Viso (1892–1898)
- Ciriaco María Sancha y Hervás (1898–1909)
- Gregorio María Aguirre y García (1909–1913)
- Victoriano Guisasola y Menéndez (1913–1920)
- Enrique I Almaraz y Santos (1920–1921)
- Enrique II Reig y Casanova (1922–1927)
- Pedro VII Segura y Saenz (1927–1931)
- wakat
- Isidro Gomá y Tomá (1933–1940)
- Enrique III Pla y Daniel (1941–1968)
- Vicente Enrique y Tarancón (1969–1972)
- Marcelo González Martín (1972–1995)
- Francisco II Alvarez Martinez (1995–2002)
- Antonio Cañizares Llovera (2002–2009)
- Braulio Rodríguez Plaza (2009–2019)
- Francisco Cerro Chaves (od 2019)